# 마르코 산체스
마르코 산체스(영어: Marco Sanchez 마코 샌체즈[*], 1970년 1월 9일 ~ )는 미국의 배우이다.

## 출연 작품

### 영화
- 건스모크 4 (1993, Gunsmoke: The Long Ride)
- 아메리칸 파이 2 (2001)
- 루키 (2002)
- Between the Sheets (2003)
- Illusion (2004)
- 에디슨 시티 (2005)
- Richard III (2007)
- Aztec Rex (2007)
- 슈퍼 에이트 (2011)
- The Games We Play (2017)

### 텔레비전
- Knots Landing (1990-91)
- 시티 레인져 (1997-99)
- 고스트 위스퍼러 (2006)
- NCIS (2010-18)